# Juan Bautista Trúpita Jiménez Cisneros
Juan Bautista Trúpita Jiménez Cisneros(Huércal, 13 d'agost de 1815 – Valdeolivas, 14 de juny de 1873) va ser un hisendista i polític espanyol, diputat, senador, ministre d'Hisenda i governador del Banc d'Espanya.

## Biografia
Treballador de l'Administració general com a director general de Contribucions, en 1855 es va queixar de la impossibilitat de realitzar un cadastre per la pobresa de l'erari públic, que impedia destinar fons a aquesta tasca. Va intervenir en l'elaboració de l'Estadística administrativa de la Direcció general de Contribucions de 1855. Va ser diputat per Conca a partir de 1857 en diverses legislatures fins a ser nomenat senador vitalici en 1864, any en el qual va exercir, entre el 17 de gener i l'1 de març, el càrrec de ministre d'Hisenda. Va ser després governador del Banc d'Espanya des de juliol de 1866 a octubre de 1868.